# 성낙수
성낙수(成洛洙, 1957년 8월 12일 ~ )는 전 KBO 리그 삼성 라이온즈의 투수이자, 현재는 구미대학교 야구부 감독이다.
경북고등학교 시절에는 에이스로 활약했고  실업 야구 팀 포항제철에 입단하여 1시즌을 뛴 뒤 1982년 KBO 리그 출범 당시 삼성 라이온즈의 원년 멤버로 입단했다. 1986년에는 전력보강선수 지명을 받아 김성갑과 함께 빙그레 이글스에 이적한 후 선수 생활을 마쳤다.
은퇴 후 영남대학교 야구부 투수코치로 활동하며 이태일을 키워 내는 등 성과를 내고 있었으나 박찬, 장명부와 함께 마약 복용 혐의가 드러나 1991년 5월에 구속되었고, 집행유예를 선고받은 후 동년 7월에 풀려났다. 이 사건으로 KBO 리그에서 영구 제명되었고, 영남대학교 코치직에서도 물러나 한동안 개인사업을 했다.
잠시 야인으로 있다가 1993년부터 성광중학교 야구부 감독을 역임했는데 이 학교 야구부 2학년 때 팀이 해체되는 아픔을 겪었으며 뒷날 학교 측으로부터 학업성적 향상을 이유로 또다시 야구부가 해체되어 한때 슬럼프를 겪기도 했고 성광중 야구부가 해체되자 경복중학교로 전학을 갔으며 이 과정에서 1년을 유급했다.
성광중 야구부가 해체한 후에는 제주고등학교(당시에는 제주관광산업고등학교) 야구부 감독을 맡았는데, 전 야구선수 김성현을 대구고등학교에서 제주고등학교로 전학시켰다.
2017년까지 제주고등학교 야구부 감독을 맡고 잠시 야인으로 있다가 2021년에는 한려대학교 야구부 감독을 맡았으며, 한려대학교가 폐교한 후에는 구미대학교 야구부 감독을 맡고 있다.

## 좋은 기록
1982년 3월 31일 삼미 슈퍼스타즈와의 2차전에서 5-1 완투승을 거둬 삼성 라이온즈 첫 승리투수가 됐다.

## 출신학교
- 경복중학교
- 경북고등학교
- 경희대학교

## 통산기록
11승 11패 2세이브